# Mésange montagnarde
Parus monticolus
Espèce
Statut de conservation UICN

 LC  : Préoccupation mineure
La mésange montagnarde (Parus monticolus) est une espèce de passereaux de la famille des paridés.

## Répartition
Son aire s'étend à travers l'Himalaya, le Patkai, le centre/sud de la Chine, dans le nord du Laos et au Vietnam.